# Jamaica Avenue

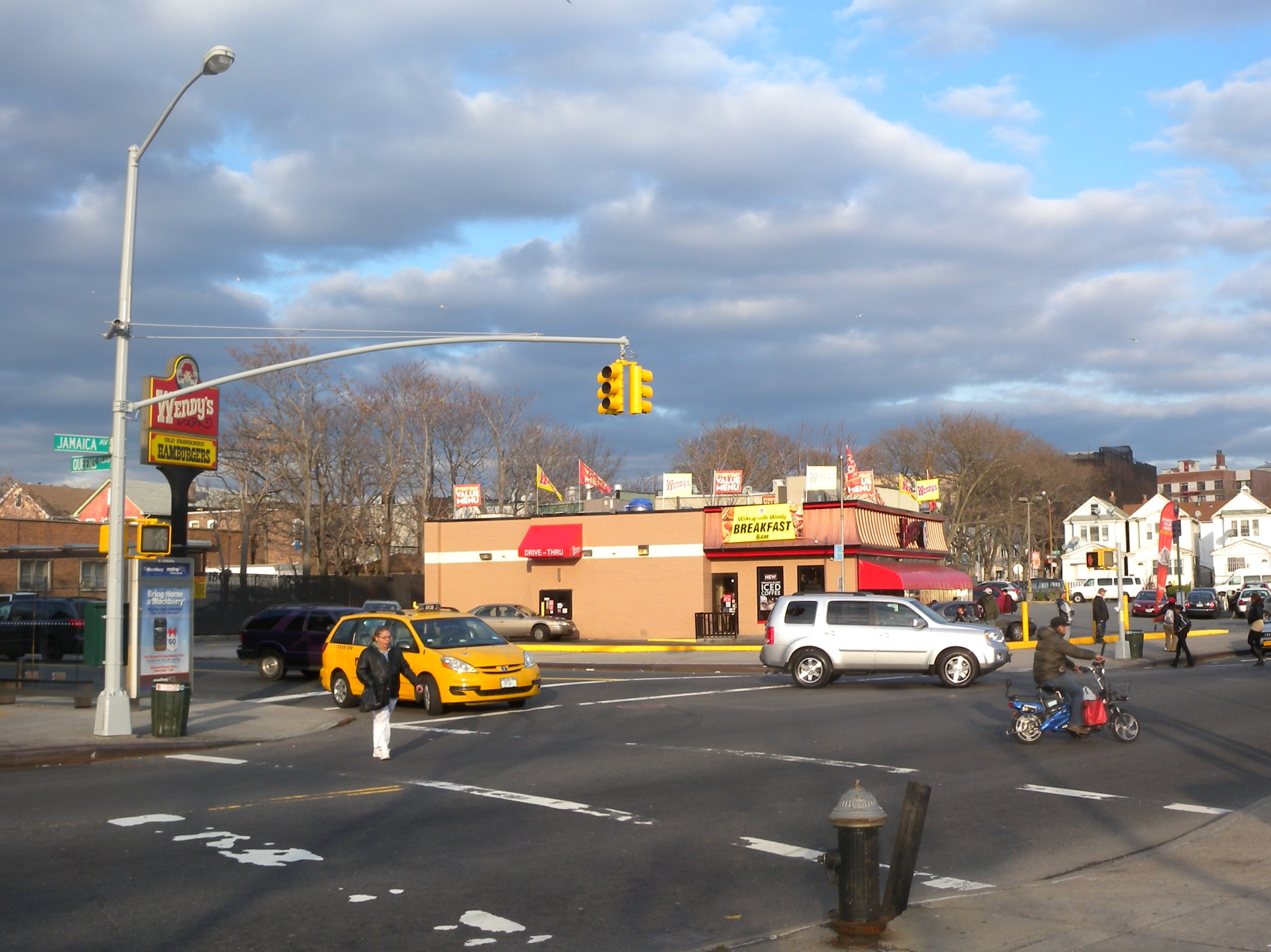
Jamaica Avenue

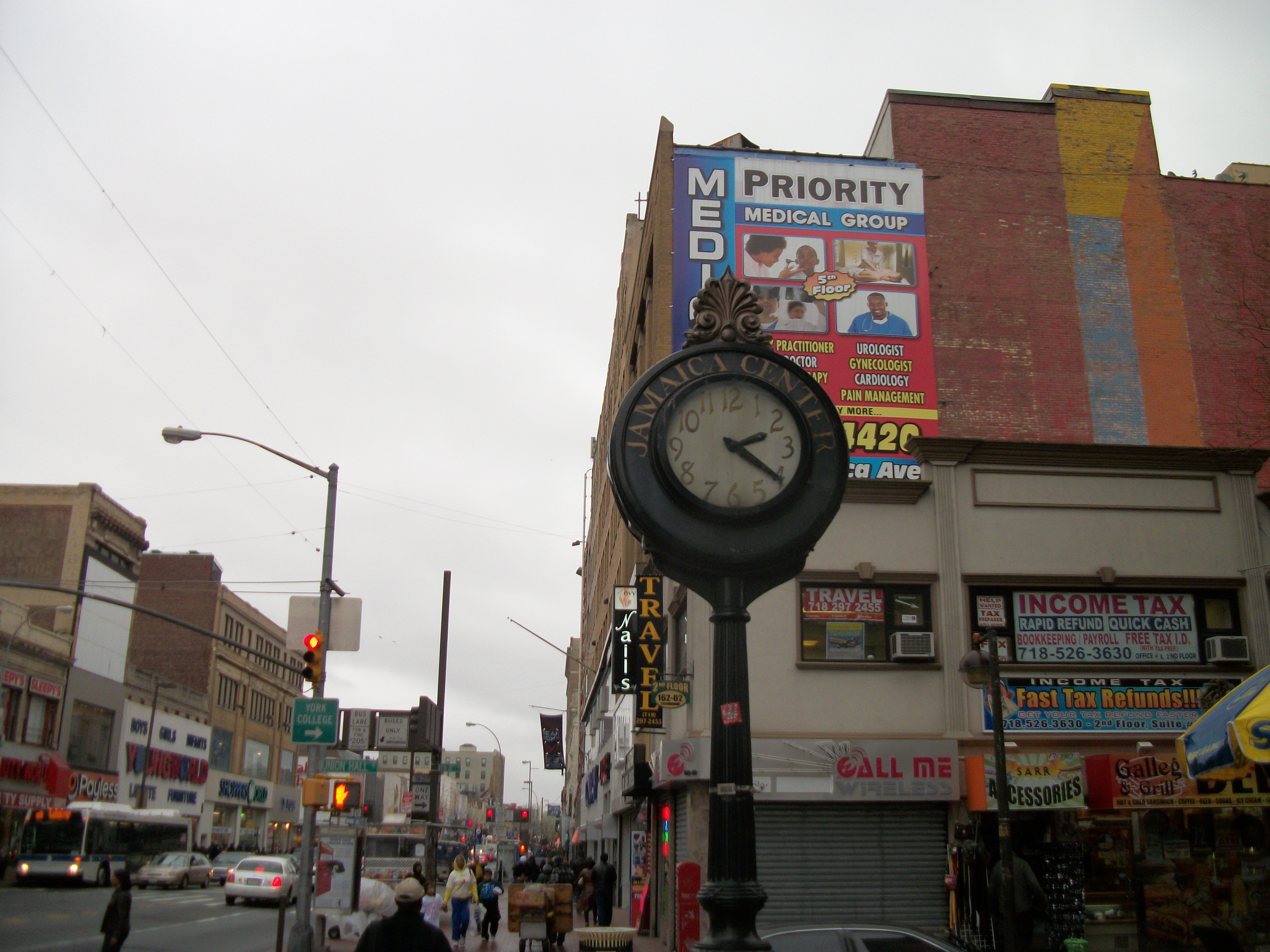
Horloge ancienne à Jamaica Avenue

Jamaica Avenue est une avenue de New York.

## Situation et accès
Cette voie qui traverse les arrondissements de Brooklyn et de Queens s'étend d'est en ouest du quartier de Bellerose dans le Queens jusqu'à Prospect Park à Brooklyn.
La partie de Jamaica Avenue qui traverse le quartier de Jamaica est une importante zone commerciale.
Jamaica Avenue est le point de départ de nombreuses voies de Brooklyn et du Queens. Elle est desservie par de nombreuses lignes de bus et par une ligne du métro aérien.

## Origine du nom
Le nom Jamaica vient du nom de la tribu indienne Jameco (ou Yamecah).

## Historique
L'avenue reprend le tracé d'un ancien chemin de l'époque amérindiennes qui reliait l'East River à Long Island.
En 1655, les premiers colons ont acheté aux Amérindiens la terre située entre l'ancien sentier et « Beaver Pond », qui devint plus tard « Baisley Pond », en échange de deux fusils, un manteau, de la poudre et du plomb.